# Мануил Грек
Мануил Грек (греч. Μανουὴλ; 1136/1137 — между 1168—1180) — епископ Русской церкви, епископ Смоленский. Первый архиерей в истории Смоленской епархии.

## Биография
О детстве и мирской жизни Мануила Грека сведений практически не сохранилось, да и последующие биографические данные о нём очень скудны и отрывочны; согласно статье русского библиографа К. Я. Здравомыслова, он «считался родственником какого-то знатного боярина Петра Бориславова», а епископ Ростовский Феодор II, которого летописи называют «лжеепископом, насильником и хищником, похитившим престол Ростовской епископии», приходился ему племянником; словом, был «рода велика и имеяше богатства много».
Смоленская епархия учреждена в 1136/1137 году, в период правления святого князя Ростислава Мстиславича.

«Да се яз, князь Ростислав с первым епископом своим Маноилом, да се уставляю яз: аже будеть или тяжа, или продажа епископля, да не надобе ни князю, ни посаднику, ни тивуну, ни иному никому же от мала и до велика, и по всей волости смоленьской».

Между князем и первым епископом было заключено соглашение, вошедшее в историю под названием «Уставные грамоты Ростислава».